# NGC 2421
NGC 2421 je otvoreni skup u zviježđu Krmi. 

## Vanjske poveznice
- SEDS: NGC 2421